# 東長濱秀希
東長濱 秀希（ひがしながはま ほずき、1987年11月21日 - ）は、沖縄県浦添市出身のハンドボール選手。日本ハンドボールリーグの大崎電気所属。
実父はハンドボール指導者の東長濱秀吉。実兄も同じくハンドボール選手の東長濱秀作。

## 経歴
2010年に日本ハンドボールリーグの大崎電気へ加入。2010-11年シーズンはリーグ1位の7mスロー得点（23得点）を記録し、最優秀新人賞とベストセブンに選ばれた。シーズン中の2011年1月には第22回男子世界選手権の日本代表に選出された。
2011-12年シーズンは2年連続の7mスロー得点賞（27得点）を受賞し、総得点はリーグ2位の84得点を記録。前年に続いてベストセブンにも選出された。
2012年4月にはロンドンオリンピック世界最終予選の日本代表に選出。
2012-13年シーズンも7mスロー得点賞（25得点）を受賞し、3年連続でベストセブンに選出。
2013-14年シーズンは7mスローで24得点を記録したが、リーグ1位の藤山岳士（トヨタ紡織九州）に1点及ばずタイトルを逃した。4年連続でベストセブンに選出。
2015-16年シーズンはリーグ5位タイの86得点、リーグ3位のシュート率（.626）を記録し、2年ぶりのベストセブンに選出された。
2017-18年シーズンは5年ぶりに7mスロー得点賞（38得点）を記録し、初の最優秀選手賞を受賞。2017年12月9日の湧永製薬戦では通算600得点を達成した。
2019年の第9回社会人選手権では最優秀選手賞を受賞した。

## 詳細情報

### 年度別成績
| 年       | チーム   | 試合 | フィールド 得点 | 率   | 7m      | 合計     | 警告 | 退場 | 失格 |
| -------- | -------- | ---- | --------------- | ---- | ------- | -------- | ---- | ---- | ---- |
| 2010-11  | 大崎電気 | 14   | 53/125          | .424 | 23/30   | 76/155   | 4    | 7    | 0    |
| 2011-12  | 大崎電気 | 14   | 57/114          | .500 | 27/34   | 84/148   | 4    | 11   | 0    |
| 2012-13  | 大崎電気 | 16   | 62/113          | .549 | 25/37   | 87/150   | 6    | 3    | 0    |
| 2013-14  | 大崎電気 | 16   | 33/87           | .379 | 24/32   | 57/119   | 2    | 2    | 0    |
| 2014-15  | 大崎電気 | 15   | 43/83           | .518 | 9/12    | 52/95    | 4    | 0    | 0    |
| 2015-16  | 大崎電気 | 16   | 72/115          | .626 | 14/18   | 86/133   | 5    | 4    | 0    |
| 2016-17  | 大崎電気 | 13   | 49/92           | .533 | 11/17   | 60/109   | 3    | 0    | 1    |
| 2017-18  | 大崎電気 | 23   | 91/172          | .529 | 38/43   | 129/215  | 4    | 7    | 0    |
| 2018-19  | 大崎電気 | 17   | 40/76           | .526 | 10/15   | 50/91    | 3    | 6    | 0    |
| JHL：9年 | JHL：9年 | 144  | 500/977         | .512 | 181/238 | 681/1215 | 35   | 40   | 1    |

- 各年度の太字はリーグ最高

### タイトル・表彰

#### 日本ハンドボールリーグ
- 最優秀選手賞：1回 (2017年)
- 最優秀新人賞 (2010年)
- ベストセブン賞：5回 (2010年・2011年・2012年・2013年・2015年)
- 7mスロー得点賞：4回 (2010年・2011年・2012年・2017年)

#### 社会人選手権
- 最優秀選手賞：1回 (2019年)

### 記録

#### 日本ハンドボールリーグ
- 50試合連続得点：2013年11月3日、対琉球コラソン戦（浦添市民体育館）[16]
- 通算400得点：2016年1月30日、対トヨタ紡織九州戦（和光市総合体育館）[17]
- 通算500得点：2017年3月4日、対トヨタ自動車東日本戦（さいたま市記念総合体育館）[18]
- 通算600得点：2017年12月9日、対湧永製薬戦（下松スポーツ公園体育館）[13]

### 背番号
- 8 (2010年 - )